# Брдлик, Павел Матвеевич
Павел Матвеевич Брдлик (1923—1993) — доктор технических наук, профессор, заслуженный деятель науки и техники РСФСР. Участник Великой Отечественной войны, гвардии лейтенант медицинской службы.

## Биография
Павел Матвеевич Брдлик родился в 1923 году. Когда началась Великая Отечественная война, его призвали в ряды Красной Армии. На Ленинградском фронте находился с 17 июля 1941 года по январь 1942 года как слушатель Военно-медицинской академии Красной Армии им. С. М. Кирова, на 4-м Украинском фронте находился с августа по 16 декабря 1943 года как командир санитарного взвода 2-го гвардейского механизированного батальона 6-й гвардейской механизированной бригады 2-го гвардейского механизированного корпуса 2-й гвардейской армии.
3 ноября 1943 года отличился при форсировании Днепра, южнее Каховки в районе Корсунского Монастыря. Командуя переправой, под сильным огнём вывез с поля боя около 150 раненых. Его взвод отбил 8 атак, уничтожил 80 солдат противника, захватил 2 пулемёта и несколько автоматов. 16 декабря, при ликвидации плацдарма противника на левом берегу в районе Алешки, вытащил из под огня 23 раненых бойцов и 2 45-мм орудия, но был тяжело ранен в правую ногу и стал инвалидом.
После войны поступил учиться в Московский электромеханический институт инженеров железнодорожного транспорта.
С 1971 по 1991 год возглавлял кафедру теплотехники Московского лесотехнического института. Был основателем научной школы исследований тепломассообмена при естественной и смешанной конвекции и тепломассообмена в технологии композиционных материалов в условиях их изготовления и эксплуатации на базе математического моделирования и современных высокотехнологичных экспериментальных методов исследования.
Автор более 100 научных работ, включая 5 учебников и монографий. Брдликом было подготовлено 4 доктора и 20 кандидатов технических наук.

## Основные работы
- «Конденсация водяного пара из паровоздушной смеси в солнечных опреснителях» (1955, кандидатская диссертация);
- «Теплопередача» (1956);
- «Некоторые вопросы тепло- и массообмена при гравитационной естественной конвекции в неограниченном объеме» (1968, докторская диссертация);

- «Теплотехника и теплоснабжение предприятий лесной и деревообрабатывающей промышленности» (1988).

## Награды
- Орден Отечественной войны II степени[3];
- Орден Красной Звезды (6.11.1947)[4];
- Медаль  «За оборону Ленинграда»;
- Медаль «За победу над Германией в Великой Отечественной войне 1941—1945 гг.».